# Anthony Mackie
Anthony Dwane Mackie, ameriški filmski in televizijski igralec, * 23. september 1978 New Orleans, Louisiana, ZDA.
Mackie je igral v več različnih filmih, kot so 8 milj (2002), Punčka za milijon dolarjev (2004), Bombna misija (2008), Notorious (2009), Usodni (2011), Samomorilec (2012), Gangsterska enota (2013), Dvigni (2013) in Žur pred božičem (2015). Leta 2014 se je pridružil franšizi Marvelovega filmskega vesolja kot superjunak Falcon. Kot ta lik je igral v filmih Stotnik Amerika: Zimski vojak (2014), Maščevalci: Ultronova doba (2015), Ant-Man (2015), Stotnik Amerika: Državljanska vojna (2016) in Maščevalci: Brezmejna vojna (2018) in Maščevalci: Zaključek (2019). Maja 2016 je nastopil kot Martin Luther King Jr. v televizijskem filmu HBO Vse poti. Leta 2019 je igral Dannyja Parkerja v epizodi Black Mirror "Striking Viperss", leta 2025 pa je kot novi Stotnik Amerika nastopil v filmu Stotnik Amerika: Pogumni novi svet.